# 2 juillet 2016
Le 2 juillet 2016 est le 184e jour de l'année 2016 du calendrier grégorien. Il s'agit d'un samedi.

## Événements
- Élections fédérales en Australie ;
- Le Tour de France 2016 part du Mont-Saint-Michel en Normandie.

## Décès
Par ordre alphabétique
- Michael Cimino, cinéaste américain.
- Carlos Hernández, boxeur vénézuélien.
- Euan Lloyd, réalisateur et producteur de cinéma britannique.
- Patrick Manning, homme politique trinidadien, Premier ministre (1991-1995, 2001-2010).
- Michel Rocard, homme d'État français, Premier ministre (1988-1991).
- Elie Wiesel, écrivain et philosophe américain, prix Nobel de la paix, 1986.

## Culture et télévision
- Dernière diffusion du Zapping sur Canal+.